# Leucinodes kenyensis
Leucinodes kenyensis is een vlinder uit de familie van de grasmotten (Crambidae), uit de onderfamilie van de Spilomelinae. De wetenschappelijke naam van deze soort is voor het eerst gepubliceerd in 2015 door Richard Mally, Anastasia Korycinska, David John Lawrence Agassiz, Jayne Hall, Jennifer Hodgetts en Matthias Nuss.

## Verspreiding
De soort komt voor in Kenia en Zimbabwe.

## Waarplanten
De rups leeft op Withania somnifera (Solanaceae).